# Ilopango (jezero)
Ilopango (španělsky Lago de Ilopango) je kalderové jezero v Salvadoru. S rozlohou 72 km² je to největší jezero Salvadoru. Nachází se v centrální části státu, na pomezi departementů
San Salvador, La Paz a Cuscatlán, přibližně 20 km východně od hlavního města San Salvador.

## Původ

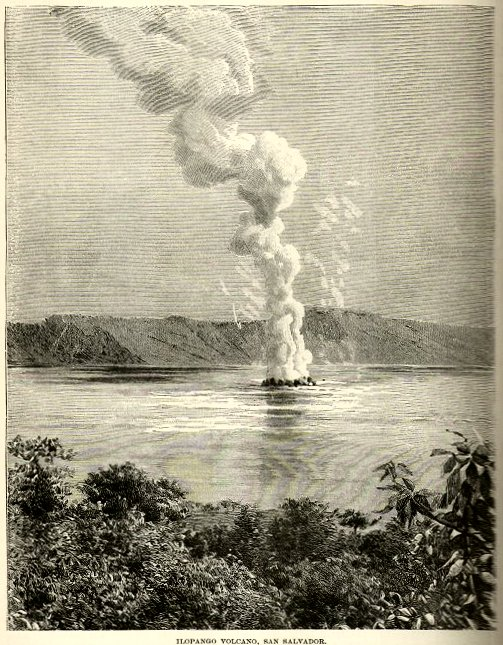
Rytina erupce sopky Ilopango 1891

Jezero vzniklo zatopením obrovské kaldery, která vznikla sérií explozivních erupcí, poslední z nich proběhla v 5. století.